# Dranesville
Dranesville è un census-designated place (CDP) degli Stati Uniti d'America, situato nello stato della Virginia, nella contea di Fairfax. Secondo il censimento del 2020 gli abitanti di Dranesville ammontavano a 11 785.
La Dranesville Tavern di Dranesville è stata inserita nel National Register of Historic Places.